# 波姆里湾
波姆里湾（俄語：Залив Помрь）是萨哈林州奥哈区的海湾，最深处3米。它被18公里的克米半岛与萨哈林湾分开，大部分岸边是沙滩，11月结冰，冰期的持续时间超过200天。